# Arte copta
Per arte copta si intende sia l'arte egiziana agli inizi dell'era cristiana, sia l'arte dei cristiani copti che ebbe i suoi periodi più fulgidi nel V-VI secolo e nel XII-XIII secolo
L'atto di nascita dell'arte copta fu costituito dall'apertura dei primi conventi cristiani avvenuta per merito degli anacoreti san Macario e san Pacomio. Gradualmente questi luoghi divennero la culla dell'arte copta, all'inizio espressione per lo più antiaristocratica e ricca di elementi presi dalla tradizione dell'antico Egitto.
I principali esempi di arte copta sono le architetture dei luoghi sacri, le pitture murali, i tessuti, i manoscritti alluminati e l'artigianato del metallo, molti dei quali sopravvivono nei monasteri e nelle chiese.
Le opere d'arte copta sono spesso funzionali.
La principale collezione mondiale di arte ed iconografia copta è conservata nel Museo copto del Cairo. Una consistente collezione di arte copta si trova inoltre nella salle Baouit nel museo del Louvre a Parigi.

## Origini e sviluppi
Sullo sviluppo dell'arte copta influì inizialmente il monofisismo propugnato dalla chiesa copta stessa, che ebbe un ruolo importante sulla planimetria delle chiese e sulla copiosa iconografia raffigurante immagini di Cristo visto come unico Dio. Lo stile derivò parzialmente dall'arte siriaca, da quella bizantina e sasanide, ma evidenziò una certa autonomia, ben rappresentata da stilizzazioni geometriche sospinte nel corso dei secoli a tendenze sfioranti l'astratto.
Nonostante gli storici suddividano l'evoluzione dell'arte copta in tre periodi, purtroppo sia a causa della perdita di grandi opere monumentali per mano del tempo, del clima e dei conflitti con l'Islam, sia per la complicata datazione di opere provenienti da scavi clandestini, non tutti i vari passaggi stilistici paiono individuati chiaramente. In qualunque caso il primo periodo viene definito di arte proto-copta (dal secolo IV alla prima metà del secolo seguente), il secondo di arte copta (dal V al VII), mentre il terzo è inquadrato come arte tardo-copta (fino al XIII secolo).

### Architettura
Quello che ormai pare assodato è che l'architettura delle chiese si caratterizzò inizialmente per l'uso della pietra e dei mattoni cotti e crudi, per l'abbondante uso di colonne e pilastri, per le absidi a trifoglio, per la pianta basilicale, e successivamente per la comparsa, dal periodo arabo in poi, di cupole e semicupole.

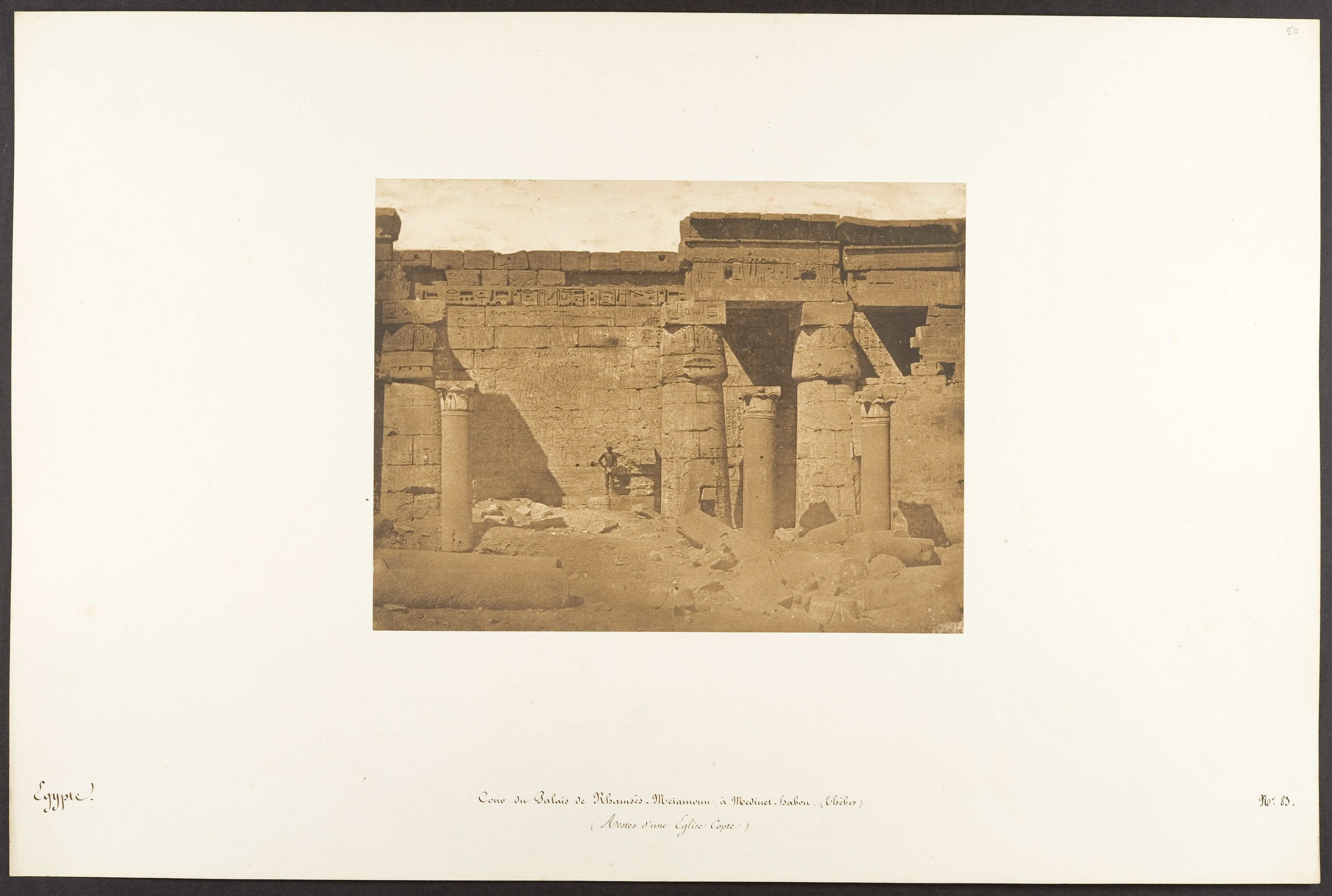
Rovine di Chiesa copta, Theba, foto da Maxime du Camp (1822-1894), Metropolitan museum of Art, New-York.

Tra le chiese più significative si ricordano la basilica di Denderah (fine V secolo), quelle del deserto di Nitria (VIII secolo), le due chiese, ritrovate dagli scavi archeologici, del monastero di Baouit.

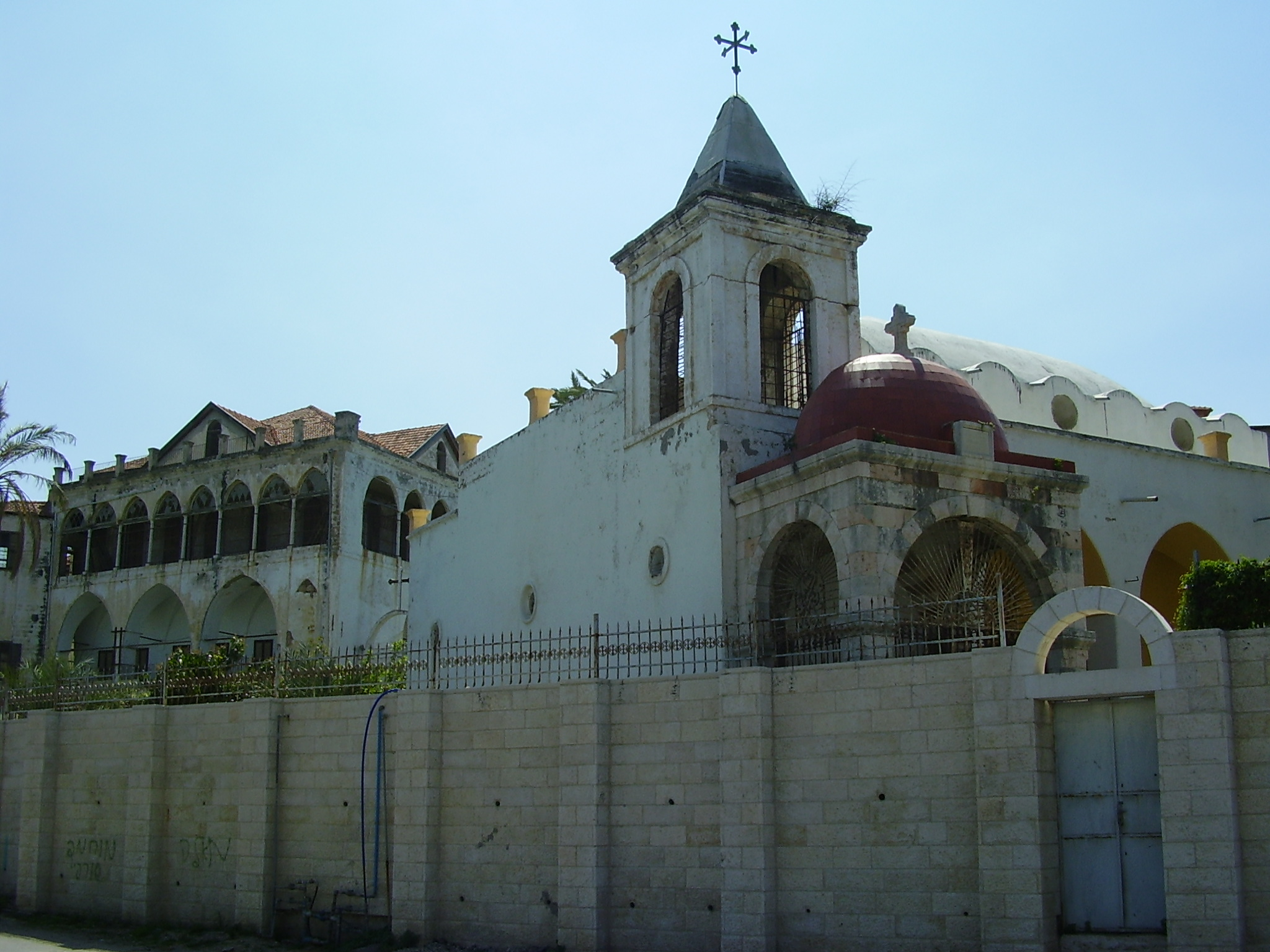
Chiesa copta in Jaffa.

### Arti figurative
Nelle arti figurative i motivi classici, come Veneri, baccanti a cui vennero aggiunti simboli cristiani ebbero diffusione per alcuni secoli. Sia le sculture in pietra sia gli intagli in legno si caratterizzarono, dapprima nel IV e V secolo, per la piattezza delle superfici, la profondità degli intagli, dalla dolce plasticità dei capitelli, e successivamente nel VI secolo per le forme più aspre, rudi, sporgenti e angolose, come nel caso delle sculture del monastero di Bawit. Le sculture tardo-copte appaiono sempre più bidimensionali, come evidenziato dal Cristo fra gli angeli e nelle chiese della Nitria.
Sia l'arte del legno, sia la lavorazione di avori, bronzi per cofani, vasi a forma di animale, terrecotte mostrarono una reciproca influenza con l'arte fatimida e tulunida.
Per quanto riguarda la pittura, l'arte copta si contraddistinse in un primo tempo per affreschi di gusto stilizzato, a colori chiari e forti contorni, e dopo l'invasione araba per elementi siriaci e armeni. Tra le icone in evidenza L'abate Mena protetto da Cristo, mentre le miniature furono in massima parte policrome e influenzate da un gusto arabo-persiano.

### Tessuti

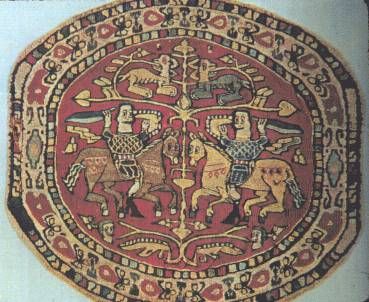
Rondello in lana su lino, VI secolo, in copto siriano o egizio. Cooper Union museum.

Un notevole numero di tessuti copti si sono conservati grazie alla pratica copta di seppellirli con i morti e al clima arido egiziano. I tessuti sono in lino o lana, i colori utilizzati sono rosso, blu, giallo, verde, viola, nero e marrone; i coloranti erano ottenuti da rubia, indaco, guado, zafferano, conchiglie di murex e dall'insetto noto come carminio. L'indumento di base era la tunica, poi diventata la dalmatica, talvolta tessuta in un unico pezzo; le decorazioni principali erano i clavi, uno stile romano.
Molti esempi di tessuti copti si trovano nei musei del mondo, e in particolare nel Museo copto del Cairo. Decine di migliaia di frammenti colorati giunsero nei musei mondiali dopo il 1889, quando l'archeologo francese Albert Gayet pubblicò un catalogo di arte copta e organizzò la prima mostra di arte copta al Museo Bulaq.

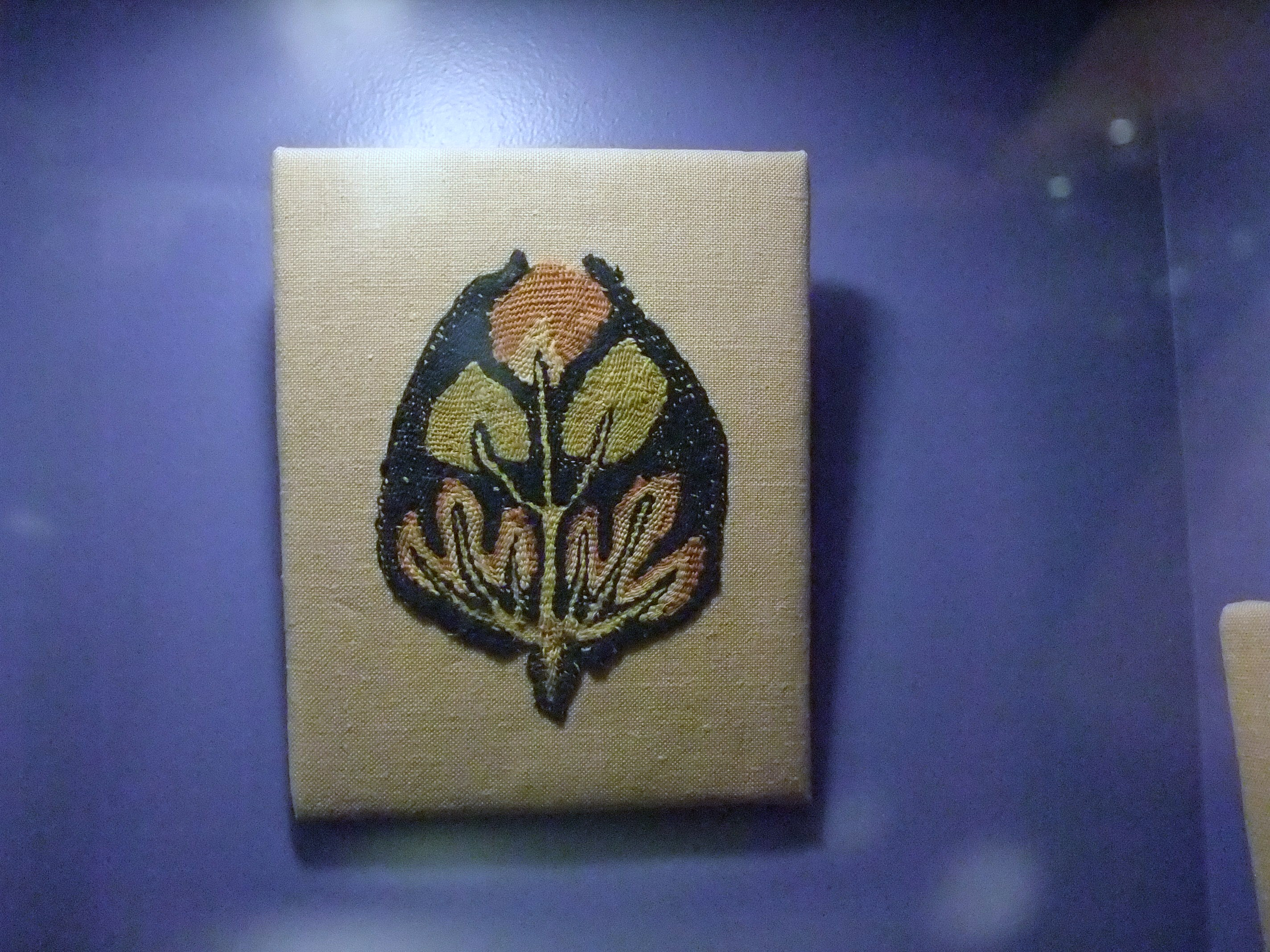
Tappezzeria copta, arazzo, fra le anni 500 e 900, museo degli Belli-Arte da Rennes, Francia

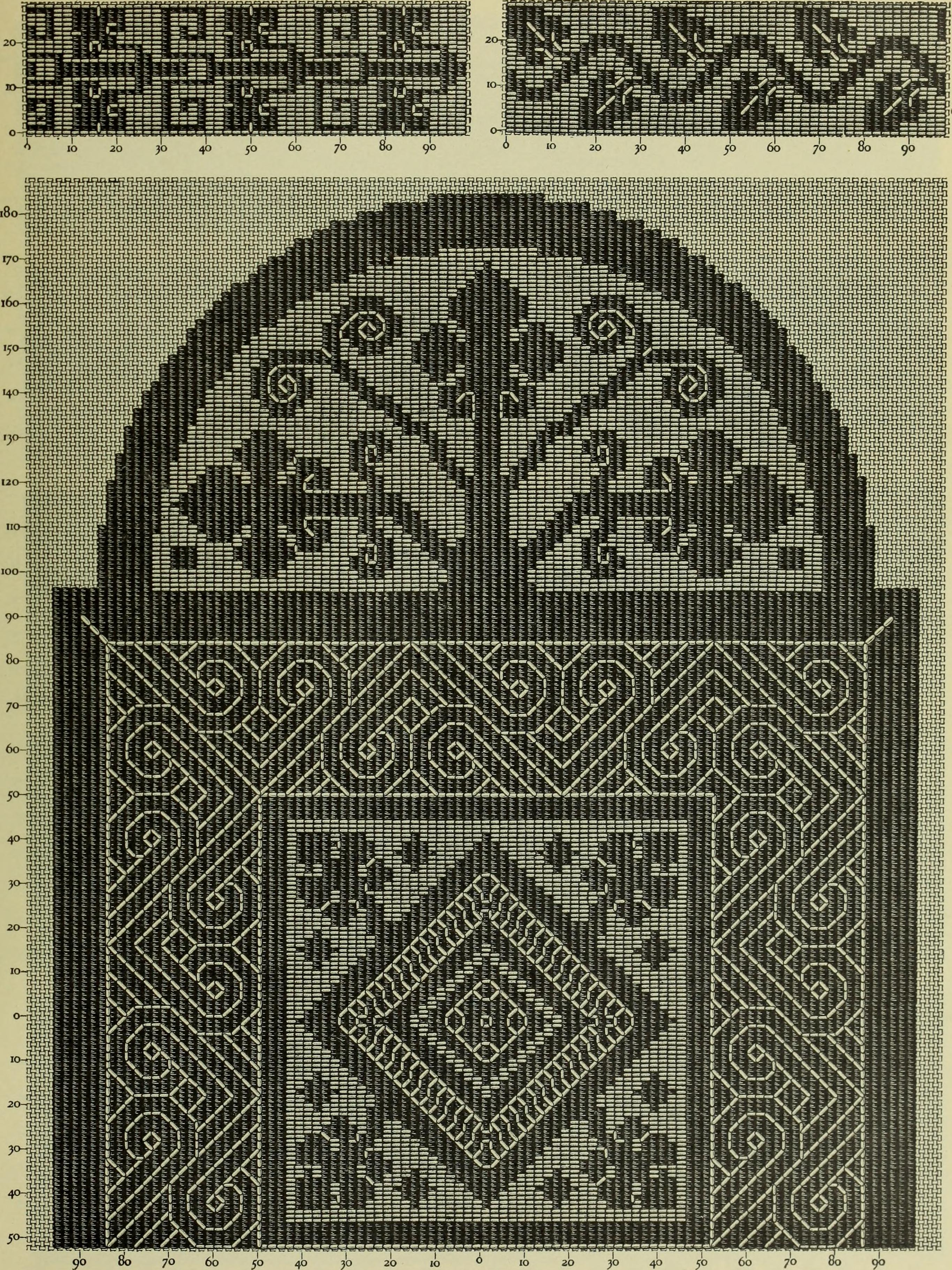
Motivi copti per il ricamo in "L'Art chrétien en Égypte, motifs de broderie copte", Thérèse de Dillmont, D.M.C.

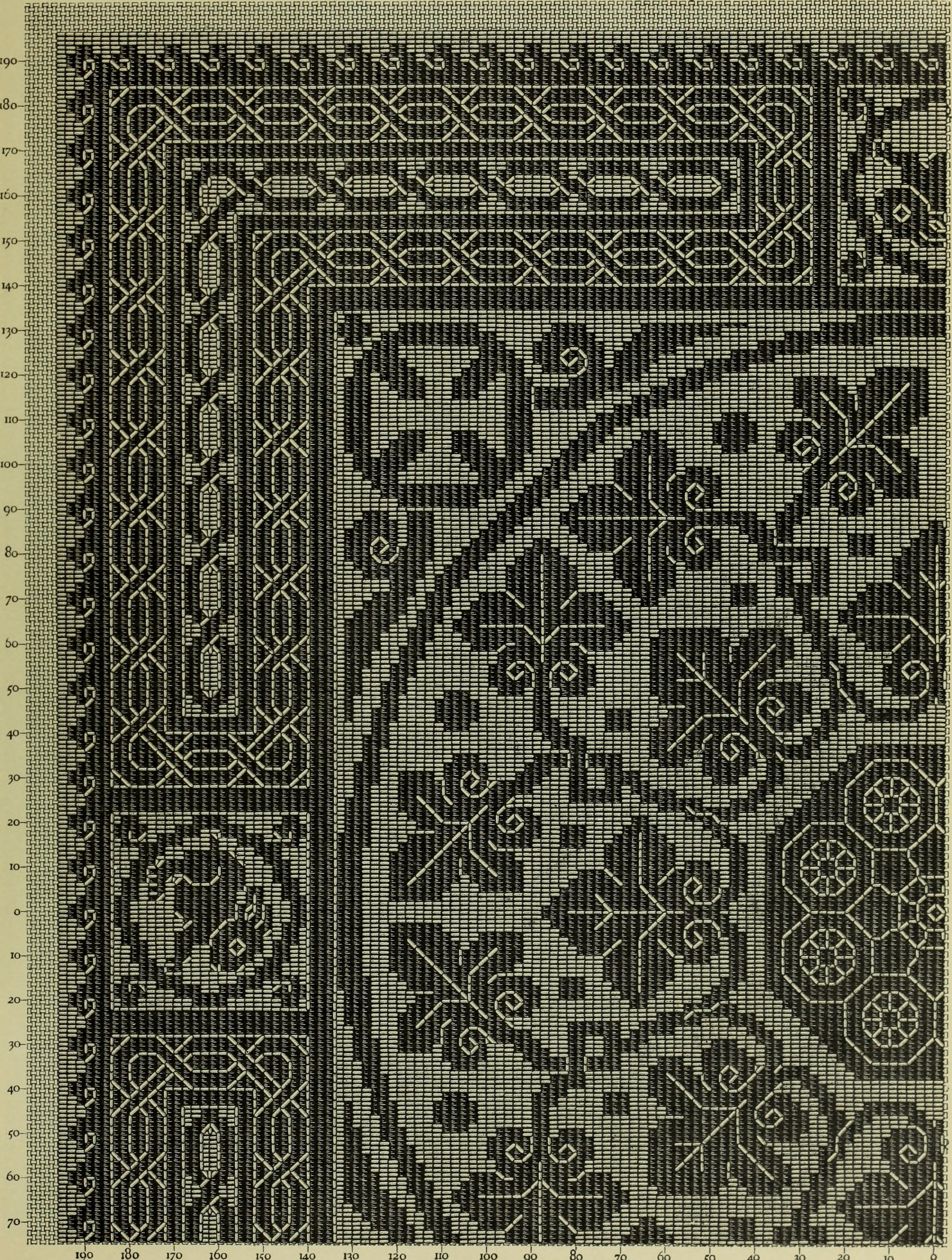
Motivi copti per il ricamo, Thérèse de Dillmont (Ottocento)

### Musica
L'antica musica religiosa copta si diffuse soprattutto nell'alto Egitto nel 320 quando Pacomio fondò la prima comunità cenobiale. Parallelamente alla musica liturgica fiorirono la letteratura e la poesia religiosa. La musica ebbe un altro periodo florido intorno all'anno 1000. Il repertorio comprese varie melodie, quelle liturgiche, quelle innodiche e quelle religiose popolari e talvolta soggette ad improvvisazioni.

## Esempi di arte figurativa copta

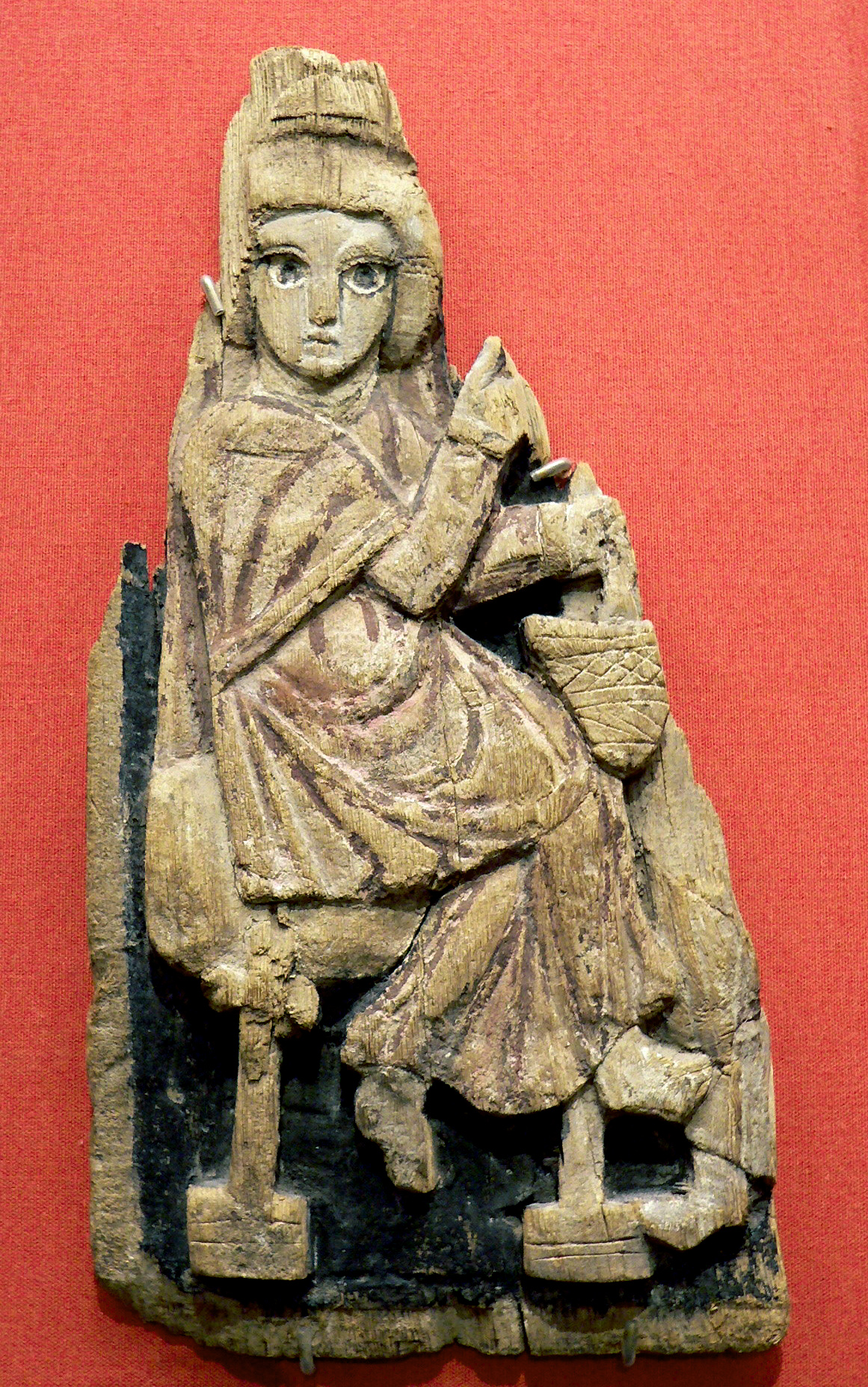
Parte del bassorilievo ligneo dell'Annunciazione, V secolo, Museo del Louvre
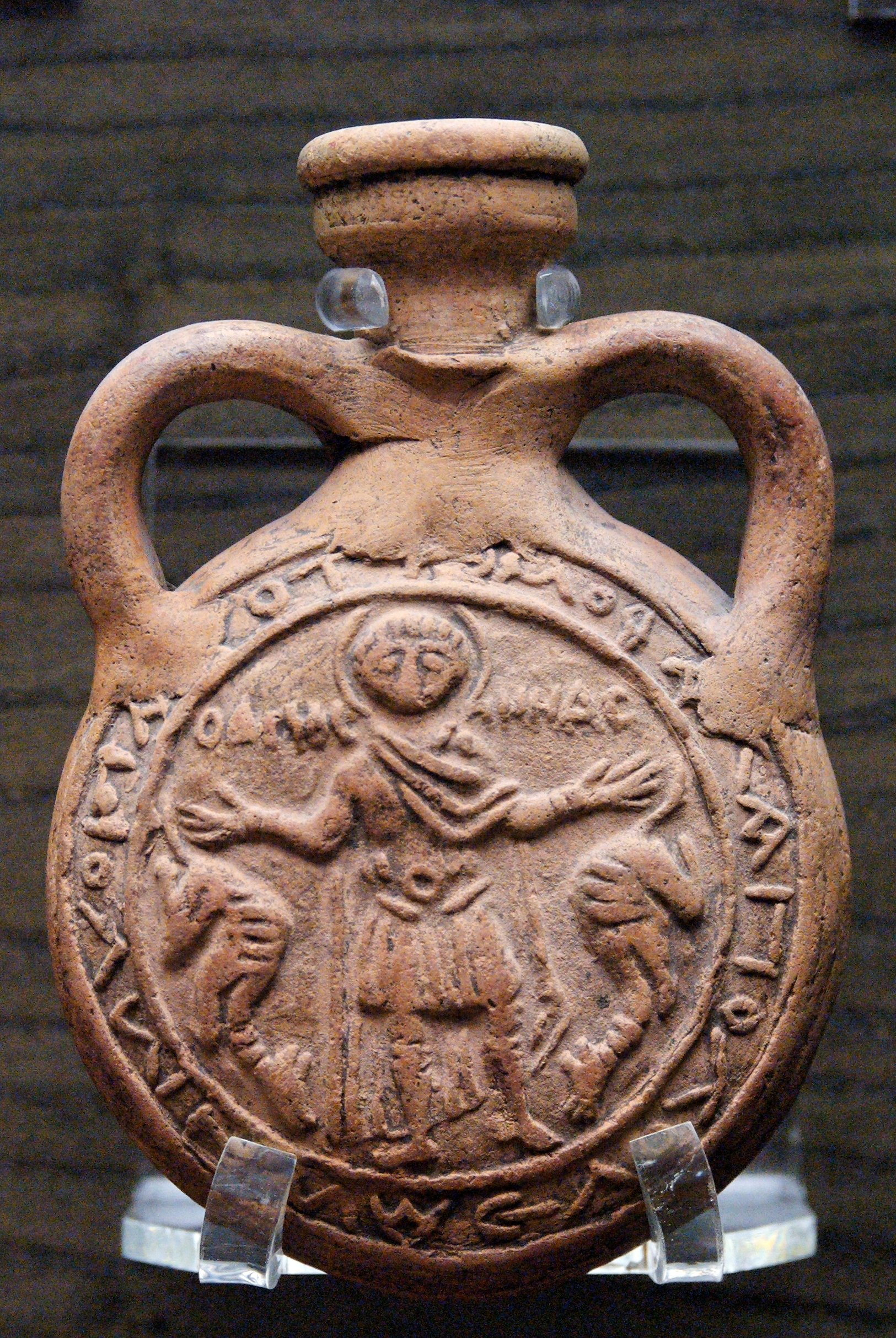
Terracotta, fiasca di pellegrino con impressa l'immagine di San Menas fra due cammelli, VI-VII secolo, probabilmente proveniente da Abu Mena, Egitto  (Museo del Louvre)
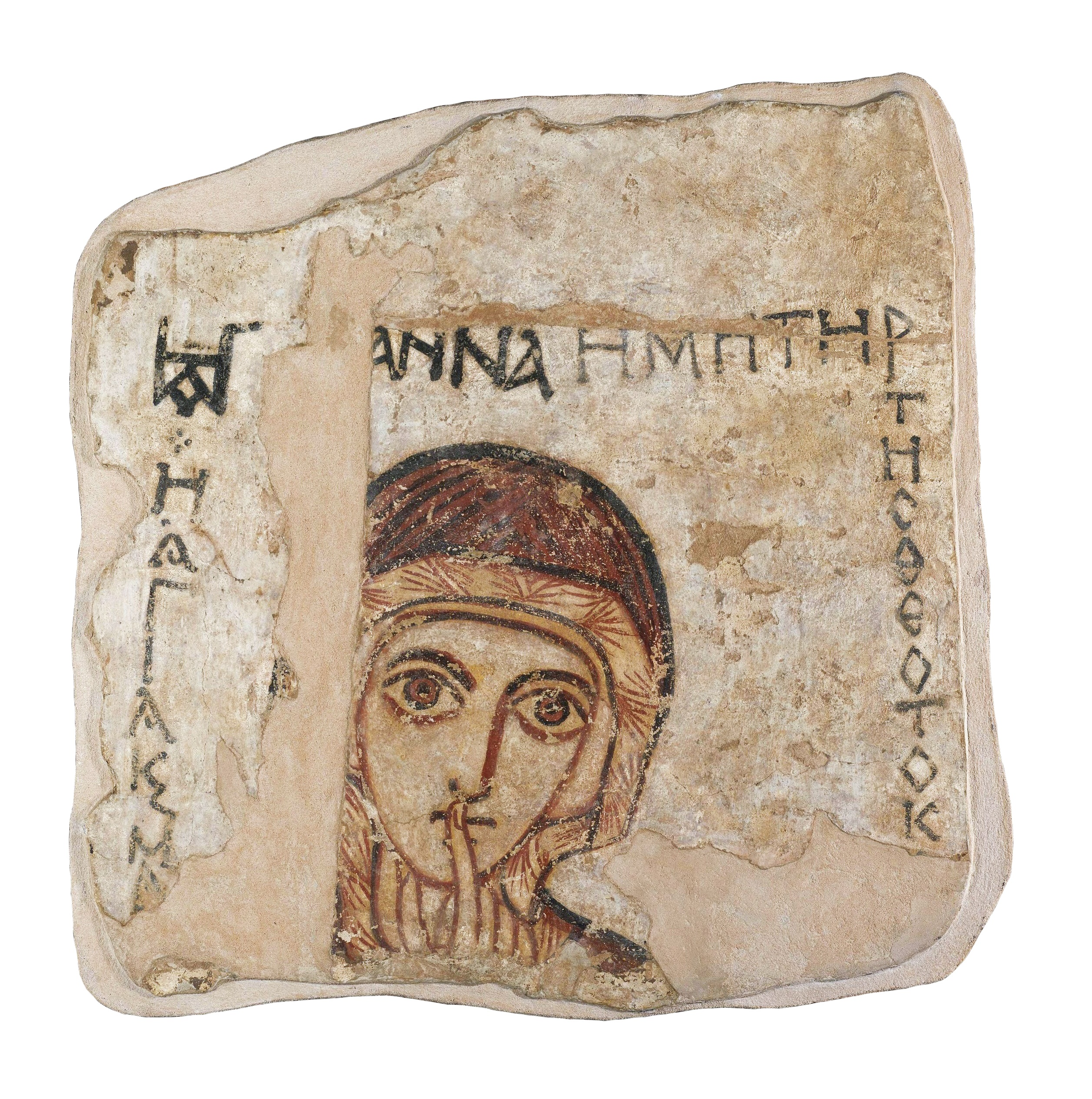
Sant'Anna, da Farras, VIII secolo (Museo Nazionale di Varsavia)
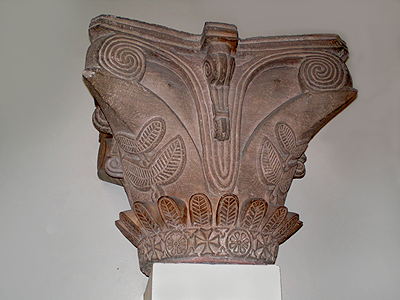
Capitello da Farras, British Museum
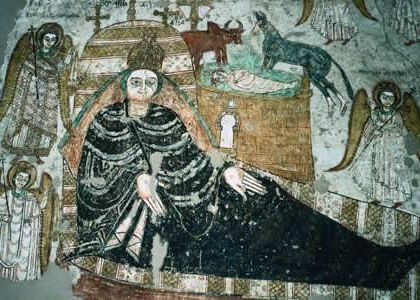
Natività Copta: affresco del X o XII secolo, Farras, Sudan
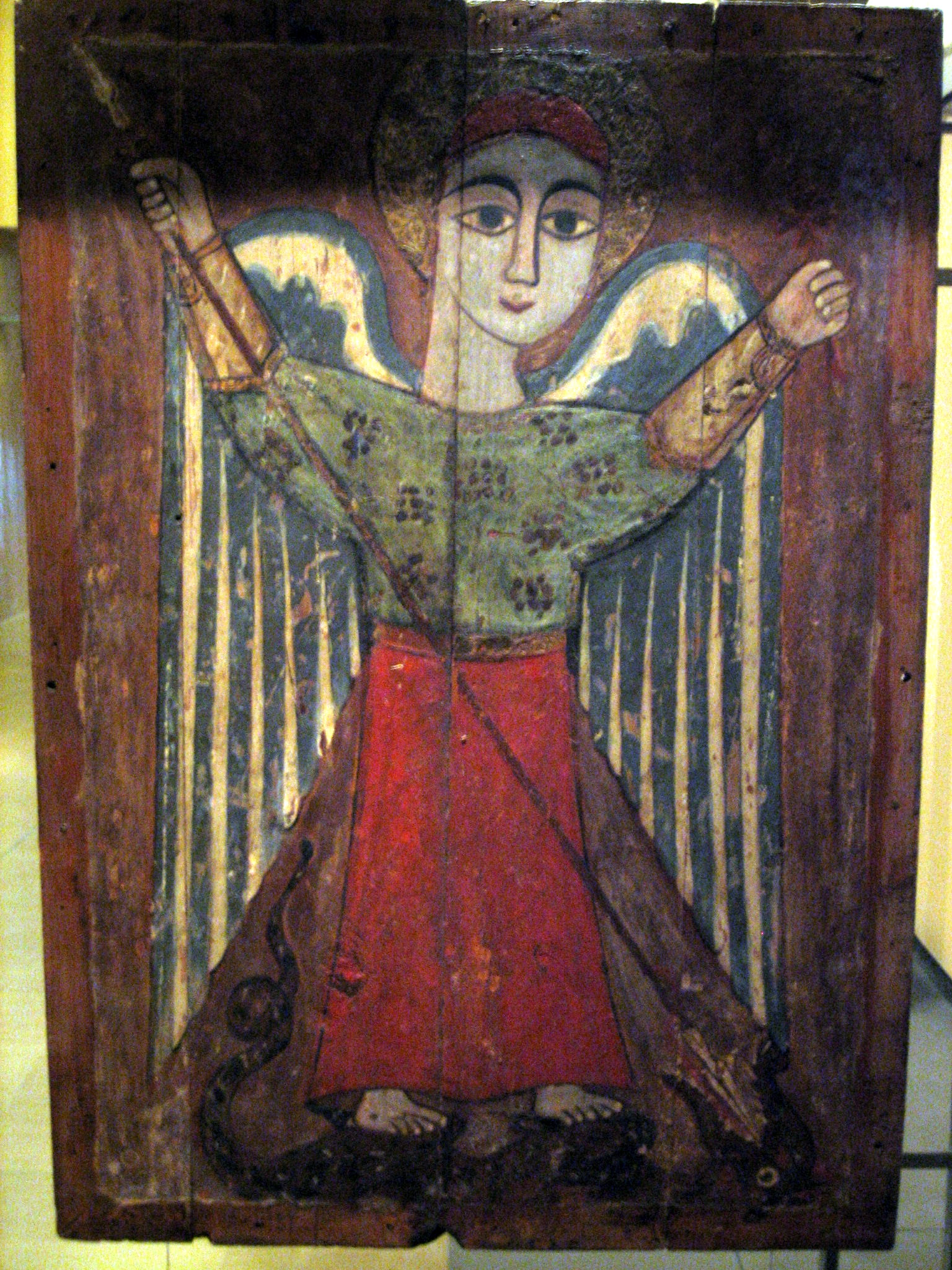
Icona copta del XVII secolo raffigurante un arcangelo, Atene
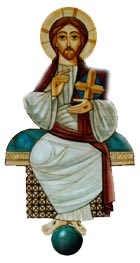
Moderna icona copta raffigurante Gesù Cristo
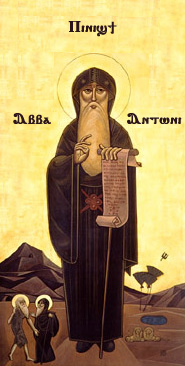
Moderna icona copta raffigurante Sant'Antonio Abate
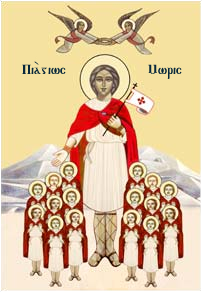
Icona copta di San Maurizio